# César Saracho (triatleta)
César Saracho (1994) es un deportista mexicano que compitió en triatlón. Ganó una medalla de oro en el Campeonato Panamericano de Triatlón de 2015.

## Palmarés internacional
| Campeonato Panamericano | Campeonato Panamericano | Campeonato Panamericano | Campeonato Panamericano |
| Año                     | Lugar                   | Medalla                 | Prueba                  |
| ----------------------- | ----------------------- | ----------------------- | ----------------------- |
| 2015                    | Monterrey (México)      | Medalla de oro          | Individual              |